# Mikołaj Antoni Łukomski

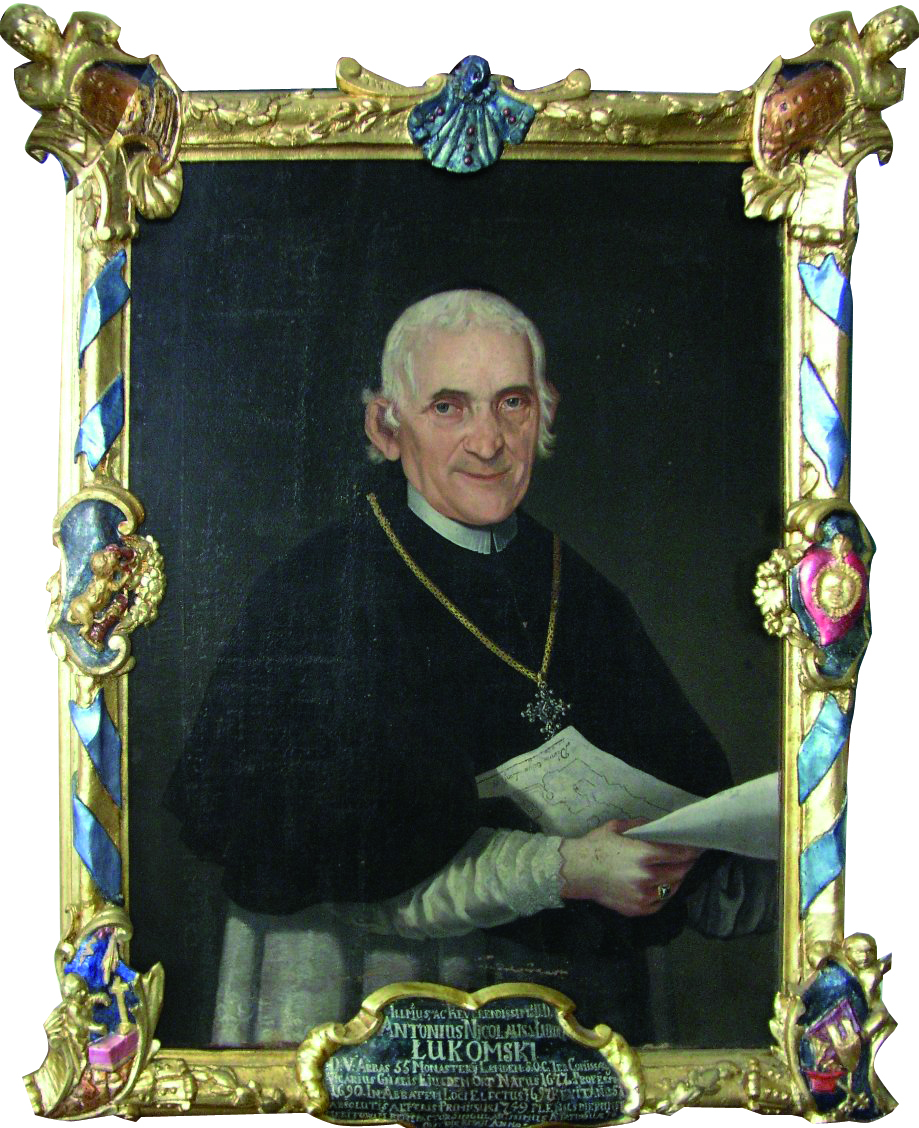
Opat Mikołaj Antoni Łukomski, olek na płótnie, Józef Rajecki, 1747 r.

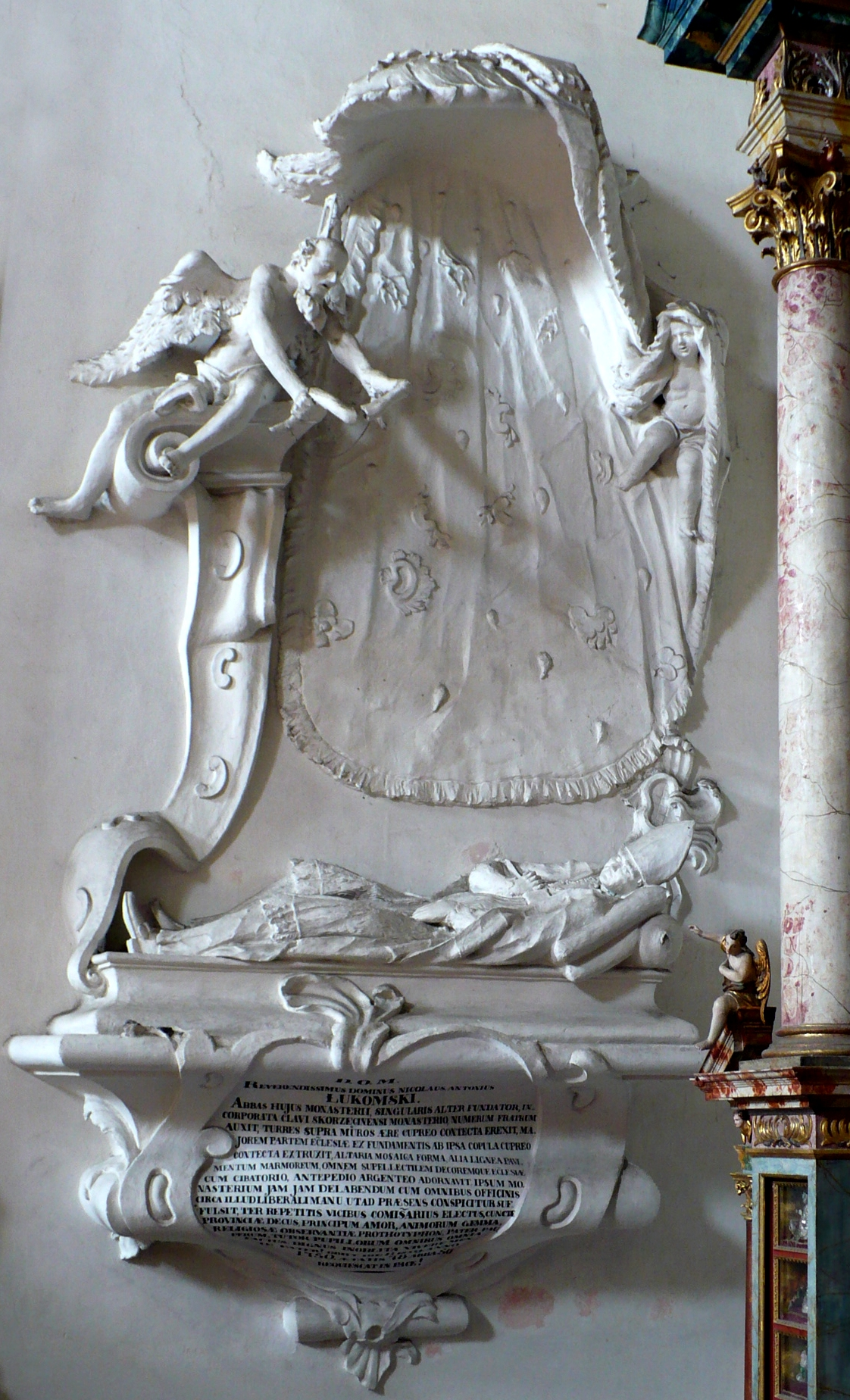
Nagrobek opata Mikołaja A. Łukomskiego w Lądzie, warsztat śląski po 1755 r., fot. J. Nowiński

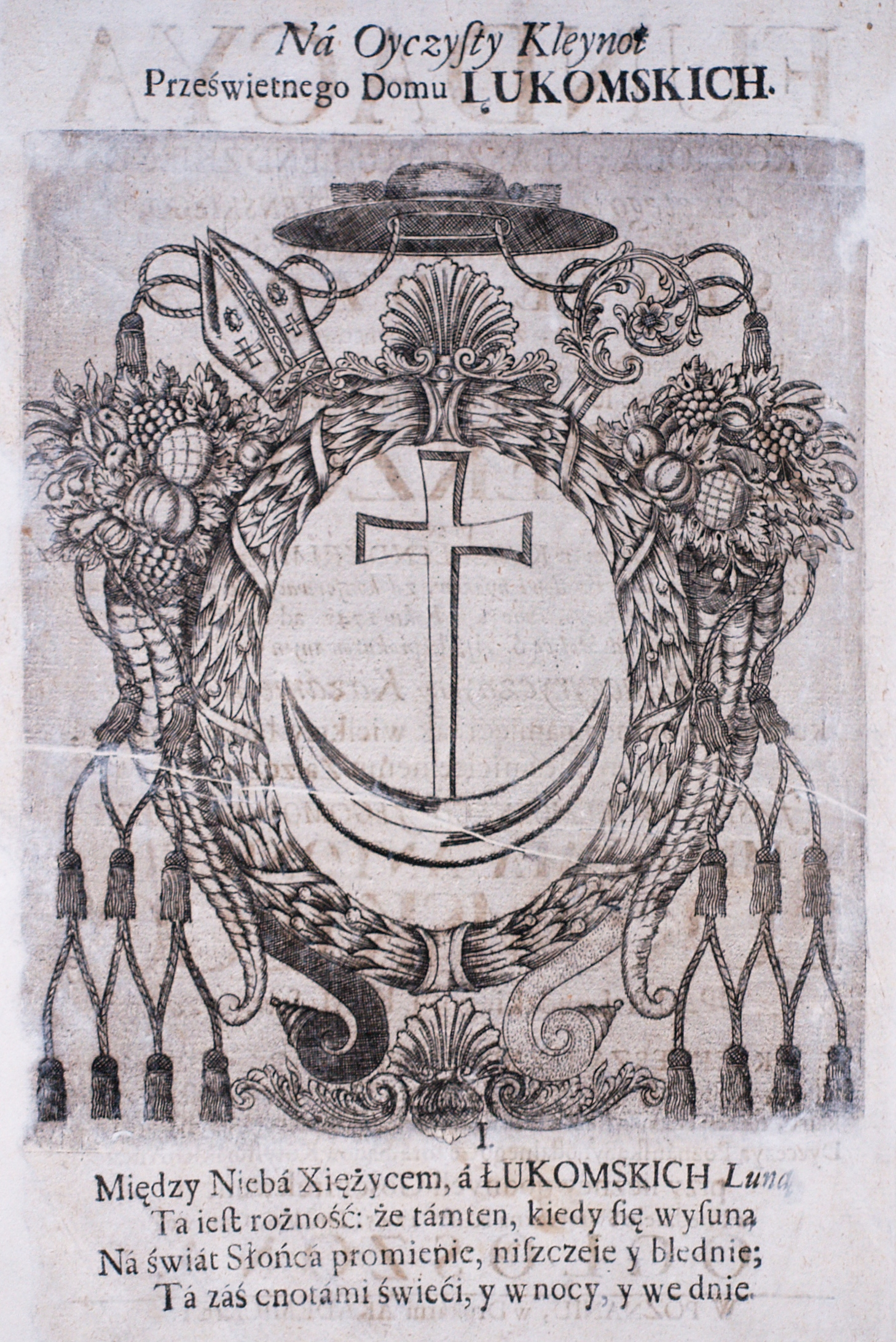
Herb Szeliga opata M.A.Łukomskiego i panegiryk na jego cześć, 1747

Mikołaj Antoni Łukomski herbu Szeliga (ur. w 1672 roku – zm. 8 maja 1750 roku w Lądzie) – opat lądzki, sekretarz królewski, mecenas sztuki i filozof.

## Życiorys
Syn Adama Łukomskiego i Heleny Mańkowskiej. Opat klasztoru w Lądzie w latach 1697-1750. Za jego rządów opactwo cysterskie w Lądzie przeżywało rozkwit, a opat Łukomski został nazwany jego drugim fundatorem – głównie z jego finansów podjęto budowę zachodniej części kościoła, w 1720 zwieńczono wieże kościelne hełmami , wyposażono kościół oraz przebudowano i wyposażono klasztor. W latach 30. XVIII w. opat Łukomski wzniósł według projektu Pompea Ferrariego nowy pałac opacki (rozebrany na przełomie XIX i XX w.). Odbudował i naprawił też niektóre kościoły w dobrach klasztornych m.in. w Kłodawie i Godziszewie na Pomorzu, Koszutach, Zagórowie, z jego inicjatywy wybudowano osobny dom dla nowicjatu. 
W latach 1718, 1730 i 1740 został wybrany na komisarza generalnego polskiej prowincji cysterskiej; w 1718 r. erygował Kolegium Cysterskie w Mogile (dom studiów cysterskiej prowincji), którego był wykładowcą. Za jego kadencji w 1745 r. opactwo świętowało 600-lecie swojego istnienia. W 1747 r. z racji jubileuszu 75. roku życia i 50-lecia rządów opackich powstał portret M. A. Łukomskiego  pędzla Józefa Rajeckiego. 
W 1733 r. na swojego koadiutora i następcę Łukomski mianował Konstantego Iłowieckiego, który wzniósł swojemu poprzednikowi nagrobek w transepcie kościoła w Lądzie.